# 잃어버린 세계를 찾아서 (2019년 영화)
《잃어버린 세계를 찾아서》(영어: Missing Link)는 2019년에 개봉한 미국의 애니메이션, 모험, 코미디 영화이다. 휴 잭맨 등이 주연으로 출연하였다. 크리스 버틀러가 감독을 맡았고 트래비스 나이트 등이 제작에 참여하였다.

## 출연
주연
- 휴 잭맨 : 라이오넬 역 (목소리)
- 조 샐다나 : 아델리나 역 (목소리)
- 자흐 갈리피아나키스 : 미스터 링크 / 수잔 역 (목소리)
- 엠마 톰슨 : 예티 여왕 역 (목소리)

조연
- 티모시 올리펀트 : 윌러드 역 (목소리)
- 스티븐 프라이 : 피것-던스비 역 (목소리)
- 암리타 아카리아 : 아마 라무 역 (목소리)
- 맷 루카스 : 미스터 콜릭 역 (목소리)
- 칭 발데스-아랜 : 가무 역
- 험프리 커 : 도어맨 / 퓨 장군 역 (목소리)
- 애덤 고들리 : 빌지 역 (목소리)
- 닐 딕슨 : 로일롯 박사 역 (목소리)
- 이안 러스킨 : 스크리브너 역 (목소리)
- 매튜 울프 : 램스바텀 역 (목소리)
- 대런 리처드슨 : 알피 역 (목소리)
- 알란 쉬어먼 : 엔트휘슬 역 (목소리)
- 잭 블레싱 : 맥비티 역 (목소리)
- 리처드 미로 : 리카르도 역 (목소리)

## 기타
- 미술 : 넬슨 로리, 로버트 디수
- 캐스팅 : 앨리슨 존스